# Michaił Filimonow
Michaił Petrowicz Filimonow, ros. Михаил Петрович Филимонов (ur. 1910 w Riazaniu, zm. 1958 w Kijowie) – pułkownik bezpieczeństwa państwowego, funkcjonariusz radzieckich organów bezpieczeństwa, m.in. szef Wydziału 4 Specjalnego Ludowego Komisariatu Spraw Wewnętrznych ZSRR.

## Życiorys
Uczęszczał do różnych szkół w Riazaniu. W latach 1928–1930 członek WLKSM (Wsesojuznyj Leninskij Kommunisticzeskij Sojuz Mołodzioży (Wszechzwiązkowy Leninowski Komunistyczny Związek Młodzieży). Od września 1930 roku studiował i w lipcu 1935 ukończył Moskiewski Instytut Chemiczno Technologiczny.
Pracę w organach bezpieczeństwa rozpoczął w grudniu 1938 roku, kiedy rozpoczęto masowe werbowanie m.in. na uczelniach, do służby w wyniszczonym czystkami NKWD. Karierę w NKWD rozpoczął od wysokiego stanowiska – zastępcy szefa 11 Oddziału V Wydziału Głównego Zarządu Bezpieczeństwa Państwowego przy Ludowym Komisariacie Spraw Wewnętrznych (ros. skr. GUGB NKWD) ZSRR, prawdopodobnie ze względu na jego wysokie wykształcenie, co było wówczas rzadkością w tej instytucji. Następnie już 9 marca 1939 roku został szefem Wydziału 4 Specjalnego Ludowego Komisariatu Spraw Wewnętrznych ZSRR, gdzie znajdowało się główne laboratorium chemiczne tej instytucji. Stanowisko to zajmował do 27 lutego 1941 roku czyli do reorganizacji organów bezpieczeństwa i utworzenia osobnego Ludowego Komisariatu Bezpieczeństwa Państwowego, gdzie rozpoczął pracę na stanowisku szefa Wydziału 8 w Pierwszym Zarządzie, odpowiedzialnym za wywiad zagraniczny, na czele którego stał wówczas Paweł Fitin. Po kolejnej reorganizacji organów, w sierpniu 1941 roku, Filimonow powrócił do pracy w NKWD na stanowisku zastępcy szefa Wydziału 10 przy Pierwszym Zarządzie Głównym, które sprawował do 18 stycznia 1942 roku, a następnie objął stanowisko szefa Oddziału 4 i później 5 w IV Zarządzie odpowiedzialnym za sabotaż i dywersję na tyłach wroga. Po kolejnym utworzeniu Ludowego Komisariatu Bezpieczeństwa Państwowego, 15 maja 1943 roku Filimonow, stanął na czele Wydziału 5 w IV Zarządzie (od maja 1946 roku, IV Zarząd Ministerstwa Bezpieczeństwa Państwowego ZSRR), na czele którego stał Paweł Sudopłatow. Na tym stanowisku pozostał do lipca 1946 roku, kiedy już w stopniu pułkownika bezpieczeństwa państwowego, został zastępcą szefa Specjalnego Oddziału nr 357 Ministerstwa Bezpieczeństwa Państwowego we Lwowie. Od sierpnia 1947 roku do września 1948 roku pozostawał w rezerwie MGB. W 1953 roku przeniesiony do Ukraińskiej Socjalistycznej Republiki Radzieckiej na stanowisko zastępcy tamtejszego szefa organów bezpieczeństwa wewnętrznego (UMWD).
Zwolniony z Ministerstwa Spraw Wewnętrznych ZSRR w lutym 1954 roku, w stopniu pułkownika b.p.

## Odznaczenia
- Order Wojny Ojczyźnianej II klasy (5 listopada 1944)
- Order „Znak Honoru” (26 kwietnia 1940)
- Medal „Za zwycięstwo nad Niemcami w Wielkiej Wojnie Ojczyźnianej 1941–1945”
- Medal jubileuszowy „30 lat Armii Radzieckiej i Floty”

i 3 medale.